# Лебау-Циттау (район)
Лебау-Циттау (нім. Landkreis Löbau-Zittau) — колишній район Німеччини.
Центр району — місто Циттау. Район входив до землі Саксонія. Підпорядкований адміністративному округу Дрезден. Площа — 698,54 км². Населення — 142 135 осіб. Густота населення — 203 особи/км².
Офіційний код району — 14 2 86.

## Адміністративний поділ
Район поділяється на 34 громади.

## Міста та громади
Міста
1. Бернштадті-на-Айгені (4 114)
2. Еберсбах (8 920)
3. Хернхут (2 757)
4. Лебау (18 093)
5. Нойгерсдорф (6 318)
6. Нойзальца-Шпремберг (2 494)
7. Остріц (2 924)
8. Зайфхеннерсдорф (4 715)
9. Циттау (25 428)

Об'єднання громад
Управління Бернштадті/Шенау-Берцдорф
Управління Гросшенау-Вальтерсдорф
Управління Хернхут
Управління Лебау
Управління Нойзальца-Шпремберг
Управління Оберкуннерсдорф
Управління Ольберсдорф
Управління Оппах-Байєрсдорф
Громади
1. Байєрсдорф (1 316)
2. Бертельсдорф (1 790)
3. Бертсдорф-Херніц (2 581)
4. Дюрхеннерсдорф (1 220)
5. Айба (4 961)
6. Фрідерсдорф (1 445)
7. Гросхеннерсдорф (1 556)
8. Гросшенау (6 635)
9. Гросшвайдніц (1 444)
10. Хайневальде (1 784)
11. Йонсдорф (1 885)
12. Лавальде (2 119)
13. Лойтерсдорф (4 198)
14. Міттельхервігсдорф (4 269)
15. Нідеркуннерсдорф (1 700)
16. Оберкуннерсдорф (2 235)
17. Одервіц (5 972)
18. Ольберсдорф (5 944)
19. Оппах (2 978)
20. Ойбіні (1 609)
21. Розенбах (1 743)
22. Шенау-Берцдорф (1 809)
23. Шенбах (1 374)
24. Штравальде (820)